# Beta Regio
La Beta Regio è una regione della superficie di Venere.
Prende il nome dalla beta, la seconda lettera dell'alfabeto greco, com'era stato usato per nominare le prime formazioni sulla superficie. Fu scoperta e nominata da Dick Goldstein nel 1964. Il nome è stato approvato dal gruppo di lavoro della Unione Astronomica Internazionale per la nomenclatura dei sistemi planetari tra il 1976 e il 1979. Monti Maxwell, Alpha Regio e Beta Regio sono le tre eccezioni alla successiva regola secondo cui le formazioni geologiche della superficie di Venere devono avere nomi femminili: donne o dee.
Sono presenti rilievi vulcanici e alti altopiani in pendenza con oltre 1000 km di diametro. Sono tagliati da profonde fosse di 100-200 km. Questi canyon sono un esempio di rift continentale e testimoniano la presenza di attività tettoniche.
La Beta Regio è tagliata in direzione nord-sud da un grande canyon chiamato Devana Chasma. L'estremità settentrionale ha un vulcano chiamato Rhea Mons, e l'estremità meridionale è dominata dal vulcano Theia Mons.